# Jean-Baptiste Chavannes (agrónomo)
Jean-Baptiste Chavannes (nascido em 1947) é um agrónomo do Haiti.

## Biografia
Chavannes fundou o Movimento Camponês Papaye (MPP) em 1973 para ensinar os princípios de uma agricultura sustentável.
Chavannes continua o seu trabalho apesar do clima político no Haiti, que permanece instável. Ele foi exposto a várias tentativas de assassinato durante períodos de desestabilização política no Haiti. Ameaças de morte forçaram o exílio entre 1993 e 1994. Em 2005 ele recebeu o Prémio Ambiental Goldman.